# Różyn
Różyn (deutsch Rosenbeck) ist ein Ort in der polnischen Woiwodschaft Ermland-Masuren. Er gehört zur Landgemeinde Lubomino (Arnsdorf) im Powiat Lidzbarski (Kreis Heilsberg).

## Geographische Lage
Różyn liegt in der nordwestlichen Woiwodschaft Ermland-Masuren, 17 Kilometer südöstlich der Kreisstadt Lidzbark Warmiński (Heilsberg).

## Geschichte
Das seinerzeitige Dorf Rosenbeck wurde im Jahre 1874 in den neu errichteten Amtsbezirk Peterswalde (polnisch Piotraszewo) im ostpreußischen Kreis Heilsberg eingegliedert.
214 Einwohner waren im Jahre 1910 in Rosenbeck gemeldet. Ihre Zahl belief sich im Jahre 1933 auf 205 und im Jahre 1939 auf 186.
Im Zusammenhang der Abtretung des gesamten südlichen Ostpreußen an Polen im Jahre 1945 erhielt Rosenbeck die polnische Namensform „Różyn“. Heute ist das Dorf eine Ortschaft im Verbund der Gmina Lubomino (Landgemeinde Arnsdorf) im Powiat Lidzbarski, von 1975 bis 1998 der Woiwodschaft Olsztyn, seither der Woiwodschaft Ermland-Masuren zugeordnet.

## Religion
Różyn gehörte heute wie bereits Rosenbeck vor 1945 zur römisch-katholischen Kirche Bieniewo (Benern) im jetzigen Erzbistum Ermland.
Bis 1945 war Rosenbeck auch in die evangelische Kirche Regerteln (polnisch Rogiedle) in der Kirchenprovinz Ostpreußen der Kirche der Altpreußischen Union eingepfarrt. Heute ist Różyn evangelischerseits der Diözese Masuren der Evangelisch-Augsburgischen Kirche in Polen zugehörig.

## Verkehr
Różyn liegt an der Nebenstraße 41413N, die Bieniewo (Benern) mit Gronowo (Gronau) verbindet. Mit der Woiwodschaftsstraße 507 ist Różyn über eine Nebenstraße verbunden, die bei Zagony (Sommerfeld) von der Hauptstraße abzweigt.
Eine Bahnanbindung besteht nicht.